# HD 48766
HD 48766，又名BD+55 1122，SAO 25962、HR 2486，是一颗恒星，视星等为6.28，位于銀經160.26，銀緯21.69，其B1900.0坐标为赤經6h 39m 51.5s，赤緯+55° 21.69′ 48″。